# Fairmont City
Fairmont City é uma vila localizada no estado americano de Illinois, no Condado de Madison e Condado de St. Clair.

## Demografia
Segundo o censo americano de 2000, a sua população era de 2436 habitantes.
Em 2006, foi estimada uma população de 2296, um decréscimo de 140 (-5.7%).

## Geografia
De acordo com o United States Census Bureau tem uma área de
6,2 km², dos quais 6,2 km² cobertos por terra e 0,0 km² cobertos por água.

## Localidades na vizinhança
O diagrama seguinte representa as localidades num raio de 8 km ao redor de Fairmont City.